# Casa William Black-SDM-W-12 Locus A (CA-SDI-4669)
La Casa William Black (en inglés: William Black House-SDM-W-12 Locus A (CA-SDI-4669)) es un sitio histórico ubicado en La Jolla en el estado estadounidense de California. La Casa William Black se encuentra inscrita en el Registro Nacional de Lugares Históricos desde el 2 de mayo de 2008.

## Ubicación
La Casa William Black se encuentra dentro del condado de San Diego en las coordenadas 32°52′46″N 117°14′55″O / 32.879506, -117.248697.